# Treurwilg
Treurwilg (Salix babylonica, synoniem: Salix pendula) is een soort uit de wilgenfamilie (Salicaceae).

## Determinatie

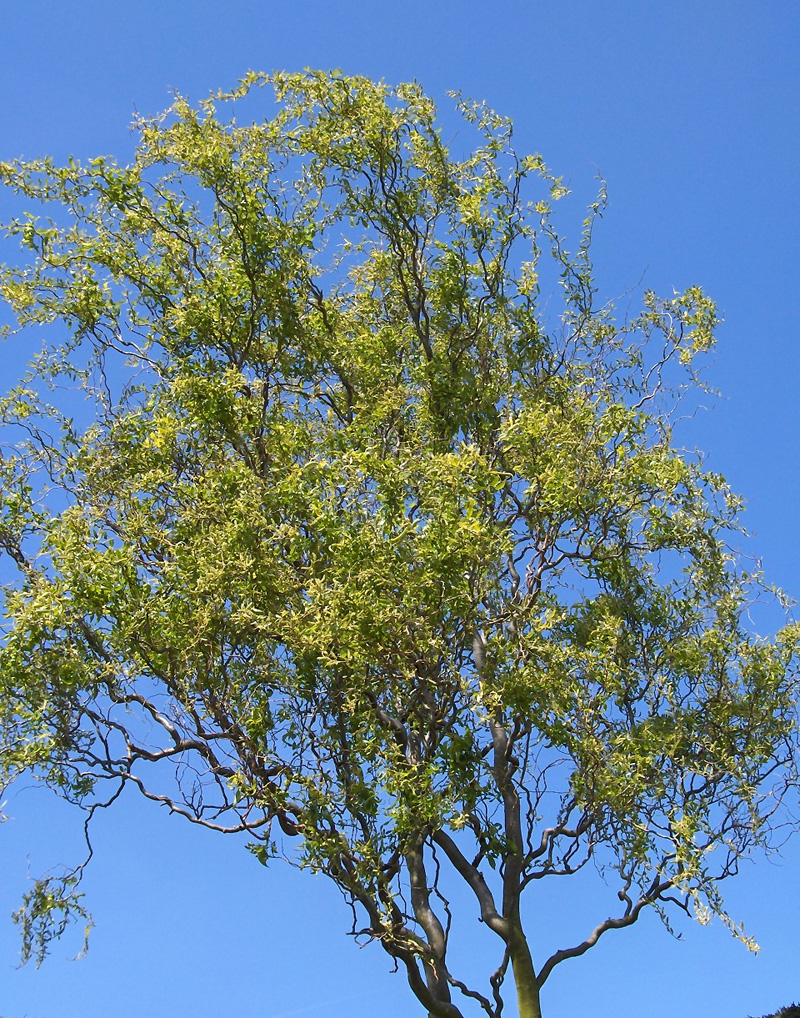
Krulwilg
(Salix babylonica 'Tortuosa')

Treurwilg groeit uit tot een boom en bereikt een hoogte van meestal 10–15 m. De glanzend bruine takken zijn hangend, vandaar de naam treurwilg. De bladeren zijn ongeveer 5–10 cm lang. De bovenkant van het blad is groen en de onderkant blauwachtig groen.

## Cultivars
- Salix babylonica 'Bijdorp'
- Salix babylonica 'Crispa'
- Salix babylonica 'Golden Spiral'
- Salix babylonica 'Pendula', die net als de soort hangende takken heeft.
- Salix babylonica 'Sacramento'
- Salix babylonica 'Tortuosa', de krulwilg. De boom wordt tot 12 m hoog. De takken en twijgen zijn bochtig gedraaid. Het groene blad is gekruld.
- Salix babylonica 'Umbraculifera', de uit China afkomstige boom wordt 4–6 m hoog en heeft een bolvormige kroon.

## Hybriden
De hybride tussen treurwilg en schietwilg, gele treurwilg (Salix ×sepulcralis), wordt vaak aangeplant.
... · 
S. alba (schietwilg) · 
S. aurita (geoorde wilg) · 
S. babylonica (treurwilg) · 
S. babylonica 'Tortuosa' (krulwilg) · 
S. caprea (boswilg) · 
S. cinerea (grauwe wilg) · 
S. cinerea subsp. oleifolia (rossige wilg) ·  
S. daphnoides (berijpte wilg) · 
S. dasyclados (Duitse dot) · 
S. exigua (smalbladige wilg) · 
S. fragilis (kraakwilg) · 
S. herbacea (kruidwilg) · 
S. jejuna · 
S. myrsinifolia (zwarte wilg) · 
S. pentandra (laurierwilg) · 
S. polaris (poolwilg) · 
S. Salix purpurea (bittere wilg) · 
S. repens (kruipwilg) · 
S. sacchalinensis · 
S. sacchalinensis 'Sekka' (bandwilg) · 
S. sepulcralis · 
S. sepulcralis 'Chrysocoma' (gele treurwilg) · 
S. triandra (amandelwilg) · 
S. viminalis (katwilg) · 
...